# Pterapherapteryx sexalisata
Pterapherapteryx sexalisata là một loài bướm đêm trong họ Geometridae.